# Stadtwerke Böblingen
Die Stadtwerke Böblingen (Eigenschreibweise SWBB) sind ein Unternehmen der öffentlichen Versorgung in der Stadt Böblingen und  tätig in den Bereichen Strom, Gas, Wärme, Trinkwasser, Bäder und Parken.
Seit dem Sommer 2013 bieten die Stadtwerke Böblingen auch Strom und Gas im gesamten Landkreis Böblingen und der Stadt Stuttgart an.

## Geschäftsbereiche
Die Stadtwerke versorgen rund 7.500 Hausanschlüsse in Böblingen in einem etwa 200 km langen Leitungsnetz.
Wärme gewinnt das Unternehmen aus dem Restmüllheizkraftwerk Böblingen, dem Heizwerk "Im Grund" (über 40 MW) und mehreren Blockheizkraftwerken (u. a. in Dagersheim, sowie im Gewerbegebiet Hulb) über Kraft-Wärme-Kopplung. Das Leitungsnetz ist rund 85 km lang. Die Stadtwerke versorgen damit etwa 8.500 Wohneinheiten in rund 2.000 Gebäuden. Das Dagersheimer Kraftwerk nahm 2009 seinen Betrieb auf. Im Jahr 2017 modernisierten die Stadtwerke das Kraftwerk in Dagersheim.
Für Autos betreiben die Stadtwerke neun Parkplätze und Parkhäuser mit über 1.830 Stellplätzen. Dazu gehören auch die P+R-Anlagen an den S-Bahn-Haltestellen Hulb und Goldberg.

Die Stadtwerke sind außerdem Betreiber des Freibads und des Hallenbads. Das Freibad verzeichnete 2018 einen Besucherrekord von circa 146.000 Badegästen.

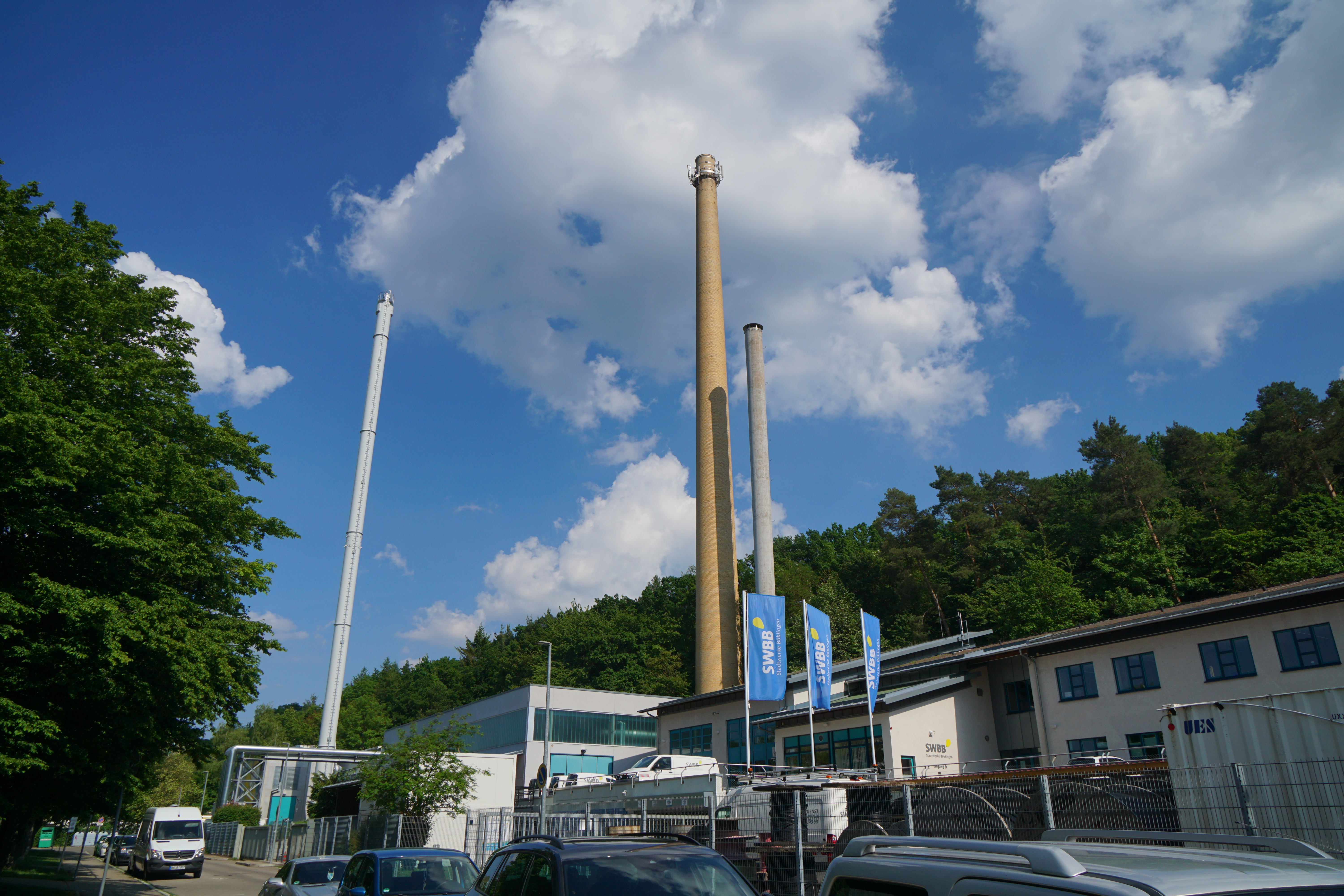
Heizwerk Grund

## Anteilseigner/Corporate Governance
Mehrheitsanteilseigner ist die Stadt Böblingen. Sie hält 59 % der Gesellschaftsanteile. Die EnBW Kommunale Beteiligungen GmbH hält die übrigen 41 % Anteile. Der Oberbürgermeister der Stadt Böblingen, Stefan Belz, ist Vorsitzender des Aufsichtsrats. Weitere Mitglieder im Aufsichtsrat sind Vertreter der Fraktionen aus dem Gemeinderat sowie Vertreter der EnBW.
Die Stadtwerke Böblingen und die Stadtwerke Sindelfingen halten gemeinsam Anteile an der Fernwärme-Transportgesellschaft (FTG), die die Fernwärmenetze von Böblingen und Sindelfingen betreibt. 
Die Kraftwerke der FTG:
- Heizkraftwerk Daimler, ausgekoppelte Wärmeleistung: 30 MW
- Restmüllheizkraftwerk Böblingen, Wärmeleistung: 39 MW
- Spitzenlastheizwerk Eichholz, Wärmeleistung: 10 MW
- Deponiegas BHKW Hohenzollern am Badezentrum Sindelfingen, Wärmeleistung: 5,5 MW
- Heizwerk im Grund, Wärmeleistung: 50 MW

## Sitz des Unternehmens
Das Kundenzentrum und der Sitz des Unternehmens befinden sich in der Wolfgang-Brumme-Allee 32 in Böblingen.